# Mahoning Motor Car Company

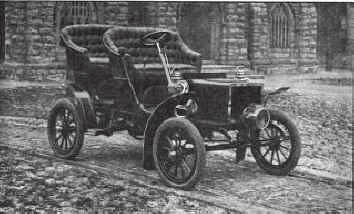
Mahoning von 1905

Mahoning Motor Car Company  war ein US-amerikanischer Hersteller von Automobilen.

## Unternehmensgeschichte
W. P. Williamson war Teilhaber der Youngstown Carriage & Wagon Company. Charles T. Gaither war Ingenieur bei der Fredonia Manufacturing Company. Zusammen mit einem Geldgeber namens Mahoning gründeten sie das Unternehmen im April 1904. Der Sitz war in Youngstown in Ohio. Im September 1904 begann die Produktion von Automobilen. Der Markenname lautete Mahoning. 1905 endete die Produktion.
1906 wurde das Unternehmen aufgelöst.

## Fahrzeuge
Ein kleines Modell hatte einen Einzylindermotor mit 9 PS Leistung. Das Fahrgestell hatte 208 cm Radstand. Zur Wahl standen ein Tonneau mit seitlichem Zustieg, ein Stanhope und ein Lieferwagen.
Der Four hatte einen Vierzylindermotor, der mit 24/28 PS angegeben war. Der Radstand betrug 254 cm. Einzige angebotene Karosserieform war ein Tourenwagen.

## Modellübersicht
| Jahr      | Modell | Zylinder | Leistung (PS) | Radstand (cm) | Aufbau                                       |
| --------- | ------ | -------- | ------------- | ------------- | -------------------------------------------- |
| 1904–1905 |        | 1        | 9             | 208           | Side Entrance Tonneau, Stanhope, Lieferwagen |
| 1904–1905 | Four   | 4        | 24/28         | 254           | Tourenwagen                                  |